# Paréherwenemef (XX. dinasztia)
Paréherwenemef („Ré az ő jobb karjával van”) ókori egyiptomi herceg a  XX. dinasztia idején, III. Ramszesz fáraó fia. Több testvéréhez hasonlóan őt is apja nagy példaképe, II. Ramszesz egyik fiáról nevezték el (lásd Paréherwenemef). Ábrázolják apja Medinet Habu-i halotti templomában, ahol az ötödik a hercegek sorában. Őt is és Haemuaszet nevű testvérét is „legidősebb királyfi”-ként említik; talán két különböző feleség első fiai voltak, de az is lehet, hogy azt jelenti, hogy halálukkor mindketten a fáraó legidősebb fiai voltak.
Valószínűleg fiatalon meghalt, bár nem gyermekként, mert viselte „a fáraó istállójának harci kocsihajtója” címet, és nincs rá ok azt hinni, hogy csak tiszteletbeli cím volt. A feltételezés, mely szerint Ramszesz 12. uralkodási évére már halott volt, csak a fáraó nevének egy írásmódján alapul, ami nem túl meggyőző bizonyíték. Sírja a Királynék völgye 42, ami eredetileg valószínűleg XIX. dinasztiabeli királynéi sírnak épült, és később használták fel újra Paréherwennefer temetéséhez. Egy itt talált usébtin említenek egy Minefer nevű királynét, aki más forrásból nem ismert. Nem tudni, hogy ő a herceg anyja volt, vagy a sír eredeti tulajdonosa, akit egy kép ábrázol is a sírban.